# Saperda carcharias
Espèce
Saperda carcharias, la grande saperde ou saperde chagrinée, est une espèce d'insectes coléoptères de la famille des Cerambycidae.

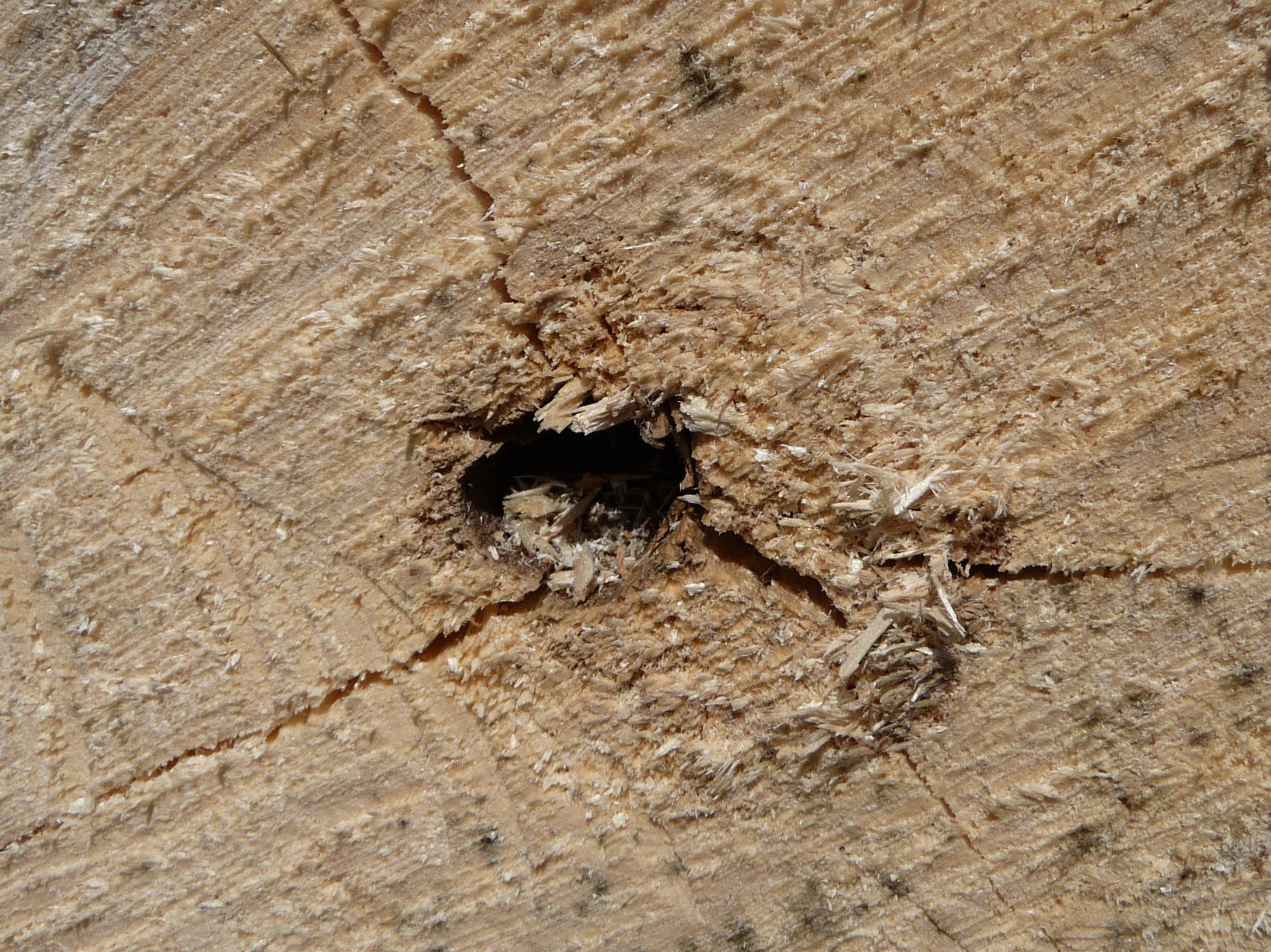
Trou percé dans le tronc d'un peuplier faux-tremble abattu.

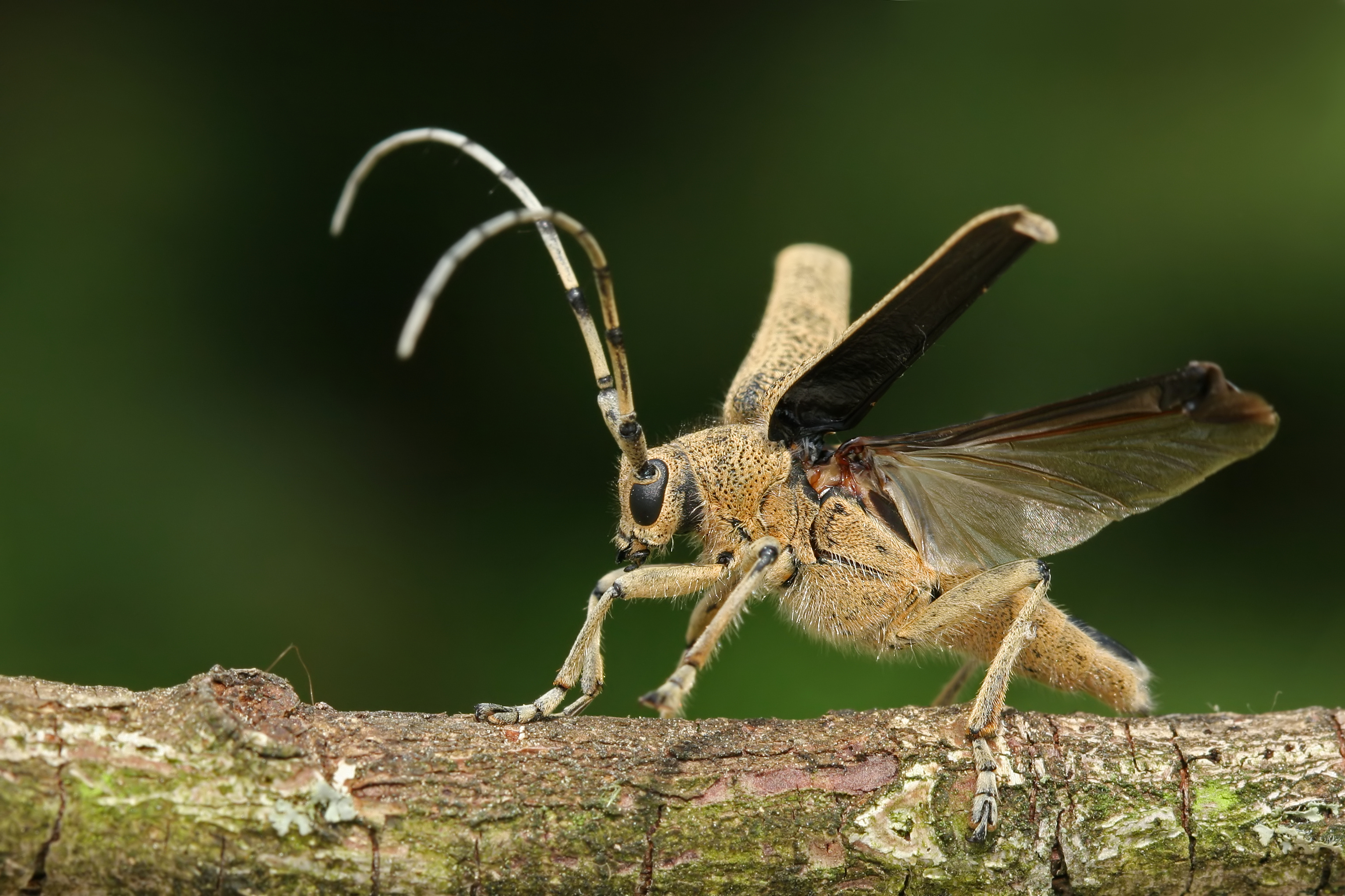
Grande saperde avant son envol.

## Biologie
Cette espèce est inféodée aux peupliers dont elle est l'un des principaux ravageurs surtout dans le bassin méditerranéen.
Les larves creusent des galeries qui peuvent être très longues, dépréciant considérablement le bois. Les adultes se nourrissent de feuilles ou de l'écorce des pousses de l'année.
Le cycle biologique dure de 2 à 4 ans suivant les conditions climatiques.